# Tagana-an
Tagana-an è una municipalità di quinta classe delle Filippine, situata nella Provincia di Surigao del Norte, nella Regione di Caraga.
Tagana-an è formata da 14 baranggay:
- Aurora (Pob.)
- Azucena (Pob.)
- Banban
- Cawilan
- Fabio
- Himamaug
- Laurel
- Lower Libas
- Opong
- Patino
- Sampaguita (Pob.)
- Talavera
- Union
- Upper Libas